# Adirondack Experience
Adirondack Experience, tidigare Adirondack Museum, är ett amerikanskt museum i Hamilton County i delstaten New York som värnar om bergsområdet Adirondack Mountains historia.
Museet fick ett nytt namn och en ny logotyp 2017. Det kompletta namnet är Adirondack Experience, The Museum on Blue Mountain Lake och loggan kombinerar bokstäverna A för Adirondack och X för Experience. Verksamheten med bevarandet av områdets historia påbörjades 1948 som en historisk förening, Adirondacks Historical Association. Bokstaven s föll bort år 1955 i och med namnbytet till Adirondack Historical Association. Museet öppnades 1955 som Adirondack Museum. I samband med namnbytet 2017 öppnades ett nytt café.